# 앙리 루이 르 샤틀리에

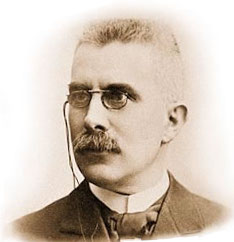
앙리 루이 르 샤틀리에

앙리 루이 르 샤틀리에(프랑스어: Henry Louis Le Châtelier, 1850년 10월 8일 ~ 1936년 9월 17일)는 프랑스의 화학자이다. 파리 출신으로 파리 대학을 졸업하였다. 그의 연구 분야는 매우 넓어 야금술·시멘트·유리·연료·폭약 등의 권위자이며, 팽창계·금속 현미경 등을 고안해 냈다.
또한 화학 반응에 있어서 반응을 완결시키기 위한 가장 알맞은 조건을 알아보는 데 도움이 되는 "르 샤틀리에의 법칙"을 발견하였다. 이 법칙은 뒤에 브라운에 의해 발전되어 "르 샤틀리에·브라운 법칙"으로 알려져 있다.